# پرسی الکساندر مک‌ماهون
پرسی الکساندر مک‌ماهون (Percy Alexander MacMahon) (26 سپتامبر ۱۸۵۴ – ۲۵ دسامبر ۱۹۲۹) یک ریاضی‌دان بود، وی به‌ویژه به‌خاطر کارهایش در افراز عدد صحیح و ترکیبیات شمارشی معروف است.

## دوران کودکی
پرسی مک‌ماهون در یک خانواده نظامی انگلیسی در مالتا به‌دنیا آمد. پدرش در زمان تولد وی سرهنگ بود و بعدها با رتبه سرتیپی بازنشسته شد. مک‌ماهون در یک مدرسه خصوصی در چلتنهام به آموزش پرداخت. وی در سن ۱۴ سالگی موفق شد، بورسیه تحصیلی جوانان کالج چلتنهام را کسب نماید و از ۱۰ فوریه ۱۸۶۸ تا دسامبر ۱۸۷۰ در شیفت روزانه به آموزش خود در این کالج ادامه داد. مک‌ماهون زمانی‌که ۱۶ سال داشت عضو آکادمی نظامی سلطنتی در ولویچ شد و بعد از دو سال از آن‌جا فارغ-التحصیل گردید.

## حرفه نظامی
مک‌ماهون در ۱۲ مارچ ۱۸۷۳، با توپخانه اول تیپ پنجم، با رتبه موقتی بردیمن به مدراس در هندوستان اعزام شد. فهرست ارتش نشان می‌داد که وی در اکتبر ۱۸۷۳ به تیپ هشتم در لاکنو اعزام شده بود. آخرین اعزام وی به توپخانه کوه شماره ۱ با نیروهای مرزی پنجاب در منطقه کوهات در مرز شمال غربی بود. به تاریخ ۲۶ ژانویه به وی رتبه نظامی ستوان (افسر جز) اعطا گردید و به تاریخ ۲۵ فوریه ۱۸۷۷ به توپخانه ملحق شد. در اسناد تاریخی توپخانه کوه شماره ۱ (کوهات) نیروی سرحدی پنجات ثبت شده‌است که وی به تاریخ ۹ اوت ۱۸۷۷ با اخذ مرخصی استعلاجی به شهرک مری (یا ماری) در شمال کوهات و در بستر دریای اندوس فرستاده شده بود. وی به تاریخ ۲۲ دسامبر ۱۸۷۷ مرخصی استعلاجی ۱۸ ماهه خود را با ارایه مدرک سلامت که تحت شماله 1144 GGO اعطا شده بود آغاز کرد. ماهیت بیماری وی نامعلوم است.
این دوره مرخصی استعلاجی یکی از مهم‌ترین وقایع زندگی مک‌ماهون بود. وی در این مدت در هندوستان باقی‌ماند، بدون شک وی در جنگ رابرتس علیه افغان‌ها دست‌گیر شده بود. مک‌ماهون در اوایل ۱۸۷۸ میلادی به انگلستان بازگشت و یک سلسله رویدادها شروع گردید که در نهایت باعث شد که وی به‌جای سرباز به یک ریاضی‌دان مبدل شود. فهرست ارتش، انتقال وی به تیپ سوم در نیوبریج را در اوایل ۱۸۷۸ میلادی ثبت نموده و سپس از ماه می ۱۸۷۸ تا مارس ۱۸۷۹ مک-ماهون را به عنوان سرباز توظیف نشده (رزرو) نشان می‌دهد.
مک‌ماهون در ژانویه ۱۸۷۹ به تیپ نهم در دوور اعزام شده و در ۱۸۸۰ میلادی به شیرنس منتقل شد. وی در همین سال در کلاس پیشرفته برای افسران توپخانه در ولویچ ثبت نام کرد. این یک کورس دو ساله بوده و شامل مضامین فنی و یک زبان خارجه بود. اتمام موفقیت‌آمیز این درس منتج به اضافه‌شدن سه حرف «p.a.c» (فارغ کلاس پیشرفته) پس از نام مک‌ماهون در فهرست ارتش شد.
پس از این‌که مک‌ماهون این کورس پیشرفته را به اتمام رساند و در تاریخ ۲۹ اکتبر ۱۸۸۱ به رتبه سروان ارتقا نمود، وی به تاریخ ۲۳ مارس ۱۸۸۲ در یک پُست معلمی در آکادمی سلطنتی نظامی گماشته شد. در این‌جا بود که وی با آلفرد جورج گرین‌هیل، استاد ریاضیات در کالج سلطنتی توپخانه، آشنا شد. جوزف لارمر در نامهٔ به روزنامه تایمز که بعد از مرگ مک‌ماهون نشر شد، نوشت که، «سروان جوان با یک شور و بینش تسلیم نشدنی خود را به مسائل بزرگ و فرمول‌های پیچیده ریاضی پرتاب کرد، که درحال توسعه داده شدن توسط کیلی، سیلوستر و سالمون بود».
مک‌ماهون در ۱۸۹۱ میلادی یک سمت جدید را به عنوان معلم نظامی برق در کالج سلطنتی توپخانه در ولویچ پذیرفت. برخی منابع (مثلاً، سه شخصی که مرگ وی را اعلام کردند) گفته‌اند که این سمت «استاد فیزیک» بود، اما این درست نیست، چون گرین‌هیل تا زمان بازنشستگی خود در این سمت باقی‌مانده بود.
مک‌ماهون در ۱۸۹۸ میلادی از ارتش بازنشسته شد.

## حرفه ریاضیاتی
مک‌ماهون در ۱۸۹۰ میلادی به عنوان عضو انجمن سلطنتی انتخاب گردید. وی مدال سلطنتی انجمن سلطنتی را در ۱۹۰۰ میلادی، مدال سیلوستر را در ۱۹۱۹ میلادی و مدال مارگون از جامعه ریاضیاتی لندن را در ۱۹۲۳ میلادی دریافت کرد. مک‌ماهون از ۱۸۹۴ تا ۱۸۹۶ میلادی رئیس جامعه ریاضیاتی لندن بود.
مک‌ماهون برای مطالعات خود در توابع متقارن و افراز عدد صحیح بسیار معروف است؛ (قضیه مستر مک‌ماهون رت ببینید). دو جلد کتاب وی تحت عنوان «آنالیز ترکیبیات» که در ۱۹۱۵ و ۱۹۱۶ منتشر شد، نخستین کتاب عمده در ترکیبیات شمارشی است. مک‌ماهون هم‌چنین ابداعاتی در ریاضیات تفریحی داشت و چندین پازل موفق را نیز طرح کرد. یکی از معروف‌ترین پازل‌های وی پازل هم‌خوانی لبه‌ها، معروف به «مربع‌های مک‌ماهون»، است که وی در رسالهٔ ۱۹۲۱ تحت عنوان «سرگرمی‌های جدید ریاضیاتی» منتشر نمود، این پازل حاوی مجموعه‌ای از ۲۴ مربع متفاوت است که می‌توان با هم‌خوانی لبه‌ها با یکی از سه رنگ، مربع را درست کرد.

## بزرگداشت
یک منتقد در «پیشرفت علم در قرن بیستم» می‌نویسد:
به باور من، این یک ضایعه بزرگ به انگلستان و ریاضیات است که تورن مک‌ماهون یک مکتب تحقیقاتی بزرگ را رهبری نکرده‌است؛ این هویدا است که چنین رهبری می‌تواند برای ریاضی‌دانان برومند مفید واقع شود؛ آن‌ها از یک ورق چاپ شده انگیزه‌ای دریافت می‌کردند که تنها معدودی قادر به درکش بودند؛ لذا ممکن نیست که کیفیت کارهایی که در چنین شرایطی انجام شده همچون مرحمتی دوچندان خجسته باشد؟ [...] ممکن نیست تا با این حساس مقابله کنیم که کشورهایی وجود دارند که نحوه تدریس ریاضیات در آن‌ها از انگلستان بهتر است.
ریچارد پی. استنلی مک‌ماهون را به عنوان تاثیرگذارترین ریاضی‌دان در ترکیبیات شمارشی قبل از ۱۹۶۰ می‌پندارد.

## به تصویر کشیدن در فیلم
کوین مک‌نالی در فیلم مردی که بی‌نهایت را می‌دانست نقش مک‌ماهون را بازی می‌کند. این فیلم به‌طور دقیق نخستین ملاقات مک‌ماهون و سرینیواسا رامانوجان را به تصویر می‌کشد، در حالی که رامانوجان با موفقیت برخی محاسبات ریاضیت را تکمیل می‌کند. گیان-کارلو روتا در معرفی جلد اول مقالات جمع‌آوری شده از مک‌ماهون می‌گوید که:

حضور در یکی از نبردهای هوش حسابی در کالج ترینیتی بسیار دل‌فریب می‌بود، زمانی‌که مک‌ماهون همواره رامانوجان را با نمایش توانایی بالاتر برای محاسبه‌ذهنی سریع مغلوب می‌کند (آن‌گونه که دی.سی. اسپنسر گزارش می‌دهد، کسی که از گادفری هارولد هاردی شنیده‌است). با این حال در نوشته‌هایی که داستان زندگی این شخصیت‌ها را بیان می‌کند، این بخش حذف شده‌است، چون با پیش‌داوری‌های ما در تضاد قرار می‌گیرد.